# Mark Dailey
Mark Dailey (* 1. August 1953 in Youngstown, Ohio, USA; † 6. Dezember 2010 in Toronto, Ontario, Kanada) war ein amerikanisch-kanadischer Nachrichten- und Synchronsprecher. Er galt als die Stimme Torontos, wo er seit 1974 lebte und arbeitete.